# Абдулкабирова, Маухида Атнагуловна
Маухида Атнагуловна Абдулкабирова (Габделкәбирова) (4 ноября 1917, дер. Нурлино современного Уфимского района Республики Башкортостан – 2003 ) — учёный, геолог, доктор геолого-минералогических наук (1973). Лауреат Государственной премии Казахстана (1990). В 1941—1983 гг. – в Институте геологических наук АН Казахской ССР, заведующий сектором. Автор трудов по геологии, металлогении, стратиграфии.

## Образование
Закончила Казахский горно-металлургический институт в 1941 году.

## Научная деятельность
Абдулкабирова выявила закономерности размещения месторождений в Северном Казахстане, составила прогнозные геологические карты этого региона, определила основные направления поисков месторождений. Создала теоретические основы поиска алмазных месторождений в Северном Казахстане. По прогнозу Абдулкабировой открыто Кумдыкольское алмазное месторождение.

## Награды
Медаль «За трудовую доблесть» (1987).

## Сочинения
Материалы по петрографии метаморфических пород Кокчетавского района [Текст] / М. А. Абдулкабирова ; Акад. наук Каз. ССР. Институт геол. наук. Алма-Ата : Изд-во и тип. Акад. наук Каз. ССР, 1949
Абдулкабирова, Маухида Атнагуловна. Сводово-глыбовые структуры и эндогенные месторождения Северного Казахстана / Маухида Атнагуловна Абдулкабирова. — 1975 . — 240 с.
Рудные формации, месторождения руд золота, А.-А., 1980;
Сводово-глыбовые структуры и металлогения золота Казахстана, А.-А., 1982;
Геология Северного Казахстана : (Стратиграфия) / [А. А. Абдуллин, М. А. Абдулкабирова, М. А. Касымов и др.; Редкол.: М. А. Абдулкабирова (отв. ред.) и др.]; АН СССР, Институт геол. наук им. К. И. Сатпаева и др. Алма-Ата : «Наука» КазССР, 1987
Тектоника и глубинное строение Северного Казахстана / Маухида Атнагуловна Абдулкабирова, В. Н. Любецкий, Ю. А. Калашников, др. — Алма-Ата : Наука, КазССР, 1988. — 192 с. : ил. — Библиогр.: с.189-191 (65 назв.). — На рус. яз.